# Cleveland Crusaders
Cleveland Crusaders var en professionell ishockeyklubb i Cleveland, Ohio, som spelade i World Hockey Association från 1972 till 1976. 

## Historia
Laget startades i Calgary under namnet Calgary Broncos med avsikten att fungera som en naturlig rival till ett annat WHA-lag i provinsen Alberta, Edmonton Oilers. Men laget såldes innan premiäråret till Cleveland eftersom man inte fick igång organisationen. Under Crusaders fyra år i ligan gick man till slutspel alla åren men utan större framgång.
Crusaders spelade först i gamla Cleveland Arena i två år innan man flyttade in i stora nybyggda Richfield Coliseum.
Laget blev tvungen att flytta 1976 när California Golden Seals i NHL flyttade till Cleveland och blev nya Cleveland Barons. Crusaders flyttade då till St. Paul i Minnesota och blev nya Minnesota Fighting Saints eftersom det ursprungliga laget lagts ner samma år.